# Taxon (revista)
Quizás esté buscando: Taxón
Taxon (abreviado Taxon) es una revista ilustrada con descripciones botánicas que es editada en Utrecht por la International Association for Plant Taxonomy. Se publica desde el año 1951 con el nombre de Taxon; Official News Bulletin of the International Society for Plant Taxonomy. Utrecht. A partir de 2010, la revista aparece seis veces al año; anteriormente aparecía cuatro veces al año. La revista revisada por expertos se centra en la biología sistemática y la biología evolutiva con énfasis en la botánica. Artículos relacionados con la fisiología vegetal, evolución, taxonomía, morfología, paleobotánica, palinología, métodos y técnicas, biodiversidad y conservación de la naturaleza y campos relacionados se publicarán en la revista. También aparecen en las contribuciones de la revista a las discusiones sobre temas de actualidad (opiniones, cartas al editor). La revista también es un foro para la publicación de temas relacionados con la nomenclatura botánica (incluidas las propuestas oficiales para enmendar el Código Internacional de Nomenclatura Botánica, informes de los comités de nomenclatura y comentarios sobre ellos).